# 서시베리아 변경주

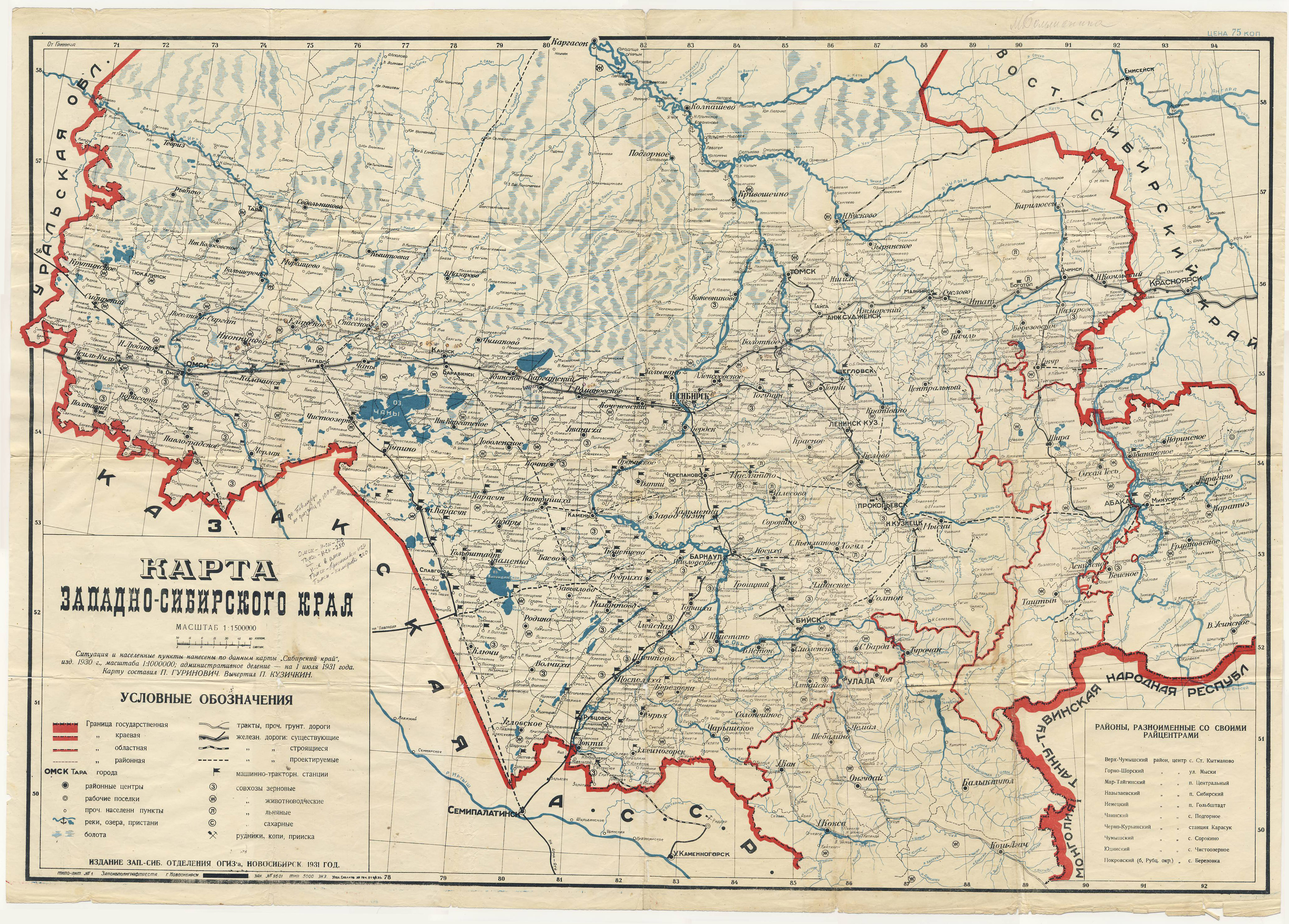

서시베리아 변경주(러시아어: Западно-Сибирский край)는 1930년 7월 30일에, 시베리아 변경주가 동시베리아 변경주와 분리되면서 생겨난 지방이였다. 1937년 9월 28일까지 노보시비르스크주와 알타이 변경주으로 분리될 때까지는 존속되었다.
중심지는 노보시비르스크였다.
케메로보주, 노보시비르스크주, 옴스크주, 톰스크주, 알타이 변경주와 알타이 공화국이 서시베리아 변경주에 해당되는 부분이다.
첼랴빈스크주, 오비이르티슈주, 동시베리아 변경주, 투바 공화국, 몽골과 카자흐 소비에트 사회주의 공화국에 접했었다.